# Cuautitlán Izcalli
Cuautitlán Izcalli est une ville située dans l'État de Mexico au Mexique. Avec ses 477 872 habitants c'est la 31e ville la plus peuplée.

## Géographie
Cuautitlán Izcalli est située à 2 278 m d'altitude. 